# ورنا بنتله
ورنا بنتله (زاده ۲۸ فوریه ۱۹۸۲ در لینداو) ورزشکار نابینای آلمانی در رشته‌های ورزش دوگانه و اسکی صحرانوردی پارالمپیکی است. او در مدرسه کارل‌اشترهل، مدرسه‌ای مخصوص نابینایان و کم‌بینایان در ماربورگ، آلمان تحصیل کرد. بنتله بین سال‌های ۱۹۹۵ تا ۲۰۱۱ چهار بار قهرمان جهان و دوازده بار قهرمان پارالمپیک شد و اولین مدال‌های پارالمپیکی خود را در بازی‌های پارالمپیک زمستانی ۱۹۹۸ کسب کرد (یک طلا، دو نقره و یک برنز). او سپس چهار مدال طلا در بازی‌های پارالمپیک زمستانی ۲۰۰۲ و دو مدال طلا و یک برنز در بازی‌های پارالمپیک زمستانی ۲۰۰۶ به دست آورد. در سال ۲۰۰۶، او برنده جام جهانی ترکیبی در ورزش دوگانه و اسکی صحرانوردی شد. به خاطر کسب پنج مدال طلای تنها در پارالمپیک زمستانی ۲۰۱۰، کمیته بین‌المللی پارالمپیک او را در مراسم جوایز ورزشی پارالمپیک به عنوان «بهترین ورزشکار زن» معرفی کرد.
بنتله پیش از پایان دوران ورزشی خود، فعالیت‌های اجتماعی و سیاسی خود را در سطح بالا آغاز کرد. از ژانویه ۲۰۱۴ تا مه ۲۰۱۸، او مسئول امور معلولان در دولت فدرال آلمان بود. از مه ۲۰۱۸، او به عنوان رئیس بزرگ‌ترین انجمن اجتماعی آلمان، VdK، فعالیت می‌کند.
از سال ۲۰۱۲، بنتله عضو حزب سوسیال دموکرات آلمان است.

## اصالت و تحصیلات
ورنا بنتله که از بدو تولد نابینا بود، در تتنانگ، واقع در ناحیه بودنزه‌کرایس در بادن-وورتمبرگ، در مزرعهٔ ارگانیک والدینش، پیتر و مونیکا، بزرگ شد. یکی از دو برادرش، میشائل بنتله، نیز ورزشکار زمستانی و شرکت‌کننده در پارالمپیک بود. هر دوی آن‌ها به دلیل یک نقص ژنتیکی ارثی دچار اختلالات بینایی هستند.
ورنا بنتله از سال ۱۹۸۸ تا ۱۹۹۴ به مدرسه ابتدایی و راهنمایی نابینایان در هایلیگنبرون در جنگل سیاه رفت. سپس از سال ۱۹۹۴ تا ۱۹۹۸ در مدرسه نابینایان ایالتی در مونیخ تحصیل کرد و از ۱۹۹۸ تا ۲۰۰۱ در مدرسه کارل-اشترل، یک مدرسه ویژه نابینایان و کم‌بینایان در ماربورگ، به تحصیل پرداخت، جایی که مدرک دیپلم خود را با تمرکز بر اقتصاد دریافت کرد. در سال ۲۰۱۱، او دوره کارشناسی ارشد خود را با نمره عالی در رشته ادبیات آلمانی معاصر و با رشته‌های فرعی زبان‌شناسی و علوم تربیتی در دانشگاه لودویگ ماکسیمیلیان مونیخ به پایان رساند. باشگاه ورزشی او «PSV مونیخ» است.

## دوران ورزشی
ورنا بنتله در سال ۱۹۹۵ به تیم ملی جوانان بیاتلون آلمان پیوست و در سال ۱۹۹۶ برای اولین بار در مسابقات جهانی شرکت کرد.
او تا سال ۲۰۰۶ با همراهی دونده همراه خود، فرانتس لانکس، مسابقه می‌داد. پس از آن، مدت زیادی به دنبال یک همراه جدید گشت و حتی از طریق آگهی در روزنامه نیز تلاش کرد، اما موفقیت چندانی نداشت. پس از چندین تجربه ناموفق با همراهان مختلف و یک حادثه سنگین در طول مسابقات قهرمانی آلمان در سال ۲۰۰۹ در ایزنی/نسلوَنگ، بنتله تصمیم به یک شروع جدید گرفت و با توماس فریدریش، دونده همراهی که تجربه زیادی داشت و اهل اسکاتلند بود، همکاری کرد. این دو به سرعت با یکدیگر هماهنگ شدند و در سال ۲۰۱۰ موفق به کسب پیروزی در جام جهانی در اسکی صحرانوردی و بیاتلون شدند.
در سال ۲۰۰۹، ورنا بنتله در مسابقات قهرمانی اسکی نابینایان آلمان دچار یک حادثه جدی شد. راهنمای بینای او نتوانست به درستی او را هدایت کند و بنتله از یک سراشیبی به سمت یک رودخانه خشک سقوط کرد. در این حادثه، رباط صلیبی زانوی او پاره شد، انگشتانش و کبد او آسیب دید و یکی از کلیه‌هایش به قدری آسیب دید که مجبور به خارج کردن آن شدند.
با این وجود، بنتله تنها یک سال بعد بهترین نتیجه المپیکی خود را کسب کرد و پنج مدال طلا در بازی‌های پارالمپیک زمستانی ۲۰۱۰ در ونکوور به دست آورد. به دلیل عملکرد برجسته‌اش در این مسابقات، بنتله به عنوان بهترین ورزشکار زن در جوایز ورزشی پارالمپیک انتخاب شد.
او همچنین در سال ۲۰۱۱ جایزه جهانی لوریوس برای ورزشکار معلول سال را دریافت کرد. اواخر سال ۲۰۱۱، بنتله در سن ۲۹ سالگی بازنشستگی خود را اعلام کرد.
در سال ۲۰۱۳، بنتله به قله کلیمانجارو، بلندترین کوه آفریقا، صعود کرد و به عنوان اولین فرد نابینا همچنین به قله کوه مِرو که در همان رشته‌کوه واقع شده است، دست یافت.
در سال ۲۰۱۴، بنتله به تالار مشاهیر پارالمپیک معرفی شد.

## فعالیت‌های اجتماعی و سیاسی
از سال ۲۰۰۸، ورنا بنتله به عنوان سفیر برای سازمان بین‌المللی «مأموریت کریستوفل برای نابینایان» فعالیت می‌کند. همچنین، او سفیر ورزشی کمیته بین‌المللی پارالمپیک (IPC) است و عضوی از هیئت امنای پروژه «لیست سفید» نیز می‌باشد.
بنتله توسط حزب سوسیال دموکرات آلمان به عنوان نماینده‌ای برای انتخابات ریاست‌جمهوری آلمان در سال‌های ۲۰۱۰، ۲۰۱۲ و ۲۰۱۷ معرفی شد. او در سال ۲۰۱۲ به این حزب پیوست.
در سال ۲۰۱۰، حزب سوسیال دموکرات بادن-وورتمبرگ بنتله را به عنوان یکی از انتخاب‌کنندگان ریاست‌جمهوری برای چهاردهمین مجمع فدرال معرفی کرد که در ۳۰ ژوئن ۲۰۱۰ رئیس‌جمهور جدید آلمان را انتخاب کرد.
بنتله در ۶ ژوئیه ۲۰۱۱ عضو تیم ارائه دهنده شهر مونیخ برای میزبانی المپیک زمستانی ۲۰۱۸ در دوربان، آفریقای جنوبی بود. به دلیل این تلاش، او مدال «مونیخ می‌درخشد» را دریافت کرد. در ۷ نوامبر ۲۰۱۱، او پایان دوران ورزشی خود را اعلام کرد و از آن پس به عنوان سخنران در حوزه‌های انگیزش و کار تیمی برای شرکت‌ها فعالیت می‌کند.
بنتله همچنین عضو پانزدهمین مجمع فدرال بود که در ۱۸ مارس ۲۰۱۲ رئیس‌جمهور جدید آلمان را انتخاب کرد. در ماه مه ۲۰۱۲، او به حزب سوسیال دموکرات آلمان پیوست و در شانزدهمین مجمع فدرال ۲۰۱۷ نیز به عنوان نماینده شرکت کرد و رئیس‌جمهور جدید را انتخاب کرد. در اکتبر ۲۰۱۲، کریستین اوده (از حزب سوسیال دموکرات آلمان) او را به عنوان کارشناس در زمینه‌های ورزش و فراگیری (اینکلوزیون) در تیم انتخاباتی خود برای انتخابات ایالتی بایرن ۲۰۱۳ معرفی کرد.
از سال ۲۰۱۷، بنتله عضو هیئت مدیره دانشگاه ورزشی آلمان در کلن است و همچنین سفیر انجمن «ورزشکاران برای اوکراین» بوده است.

## کمیسر دولت فدرال در امور مرتبط با افراد دارای معلولیت، ۲۰۱۴–۲۰۱۸
در ۱۵ ژانویه ۲۰۱۴، به پیشنهاد آندریا نالس، وزیر کار فدرال، ورنا بنتله به عنوان مسئول جدید امور معلولان در دولت آنگلا مرکل منصوب شد. او اولین کسی بود که خود دارای معلولیت بود و به این سمت منصوب شد. در این نقش، وی به عنوان یکی از اعضای وزارت کار و امور اجتماعی تحت رهبری وزیر آندریا نالس فعالیت می‌کرد و مسئولیت نقطه کانونی دولت را برای نظارت بر اجرای کنوانسیون حقوق افراد دارای ناتوانی بر عهده داشت. او تا سال ۲۰۱۸ در این سمت خدمت کرد.
در انتخابات محلی بایرن در ۱۶ مارس ۲۰۱۴، بنتله از طرف حزب سوسیال دموکرات به عنوان عضو شورای شهر مونیخ انتخاب شد. اما به دلیل فشار کاری ناشی از مسئولیت‌های دوگانه، در فوریه ۲۰۱۵ از سمت خود در شورای شهر استعفا داد.
در سال ۲۰۱۷، او در مصاحبه‌ای با اشپیگل نظر متفاوتی دربارهٔ معرفی کارت شناسایی جدید برای افراد دارای معلولیت (به نام Schwer-in-Ordnung-Ausweis) ارائه داد.
بنتله در ۹ مه ۲۰۱۸، وظایف خود را به عنوان مسئول امور معلولان به یورگن دوسل، مسئول سابق امور معلولان ایالت براندنبورگ، واگذار کرد، زیرا خود او به عنوان رئیس جدید انجمن اجتماعی VdK آلمان نامزد شده بود و قرار بود جایگزین اولریکه ماشر شود.

## ریاست انجمن اجتماعی VdK آلمان
از ۱۶ مه ۲۰۱۸، ورنا بنتله به عنوان رئیس انجمن غیرانتفاعی Sozialverband VdK Deutschland e.V. انتخاب شد که بزرگ‌ترین انجمن اجتماعی در آلمان محسوب می‌شود.
کاندیداتوری بنتله بدون انتقاد نبود، زیرا برخلاف پیشینیان خود، او برای این سمت حقوق مالی دریافت می‌کند. رولاند سینگ، رئیس منطقه بادن-وورتمبرگ، این موضوع را به عنوان تهدیدی برای ساختار داوطلبانه انجمن می‌دانست. با این حال، بنتله با اکثریت ۹۰٫۱ درصدی انتخاب شد.

## سایر فعالیت‌ها
- دانشگاه ورزش آلمان در کلن (DSHS): عضو شورای دانشگاه[۳۷]
- مؤسسه آلمانی حقوق بشر (DIMR): عضو رسمی هیئت امناء[۳۸]
- کمیته ملی پارالمپیک آلمان (DBS): عضو هیئت امناء (از سال ۲۰۱۲)

## جوایز و افتخارات
- ۲۰۰۵ – ورزشکار معلول سال بایرن
- ۲۰۰۵ – جایزه «حالا وقتشه» در جوایز ورزشی بایرن
- ۲۰۰۶ – ورزشکار سال فدراسیون ورزشی معلولان آلمان
- ۲۰۱۰ – حلقه طلایی افتخار شهر مونیخ
- ۲۰۱۰ – شهروند افتخاری شهر تتنانگ (مارس)[۳۹]
- ۲۰۱۰ – نشان افتخار ایالت بادن-وورتمبرگ (۸ مه)
- ۲۰۱۰ – جایزه بامبی در دسته ورزشی (به همراه ورنا زایلر؛ ۱۱ نوامبر)
- ۲۰۱۱ – جایزه «بهترین ورزشکار زن» در کمیته بین‌المللی پارالمپیک در پکن (۱۰ دسامبر)
- ۲۰۱۴ – عضویت در تالار مشاهیر پارالمپیک کمیته بین‌المللی پارالمپیک
- ۲۰۱۶ – جایزه والدِمار-فون-کنوئینگن از آکادمی جورج-فون-وُلْمَر در مجلس ایالتی بایرن (جوان‌ترین دریافت‌کننده این جایزه تا کنون)[۴۰]
- ۲۰۲۲ – نشان قانون اساسی بایرن[۴۱]